# 盖姆斯
盖姆斯（法語：Guemps，法語發音：[ɡɛms]）是法国上法蘭西大區加来海峡省的一个市镇，属于圣奥梅尔区。

## 地理
盖姆斯（50°54'54"N, 1°59'45"E）面积15.89 平方千米，位于法国上法蘭西大區加来海峡省，该省份为法国北部沿海省份，西北濒北海，南至索姆省，东临北部省。
与盖姆斯接壤的市镇（或旧市镇、城区）包括：马克、阿德尔、诺尔凯尔克、奥弗凯尔克、莱萨塔克。
盖姆斯的时区为UTC+01:00、UTC+02:00（夏令时）。

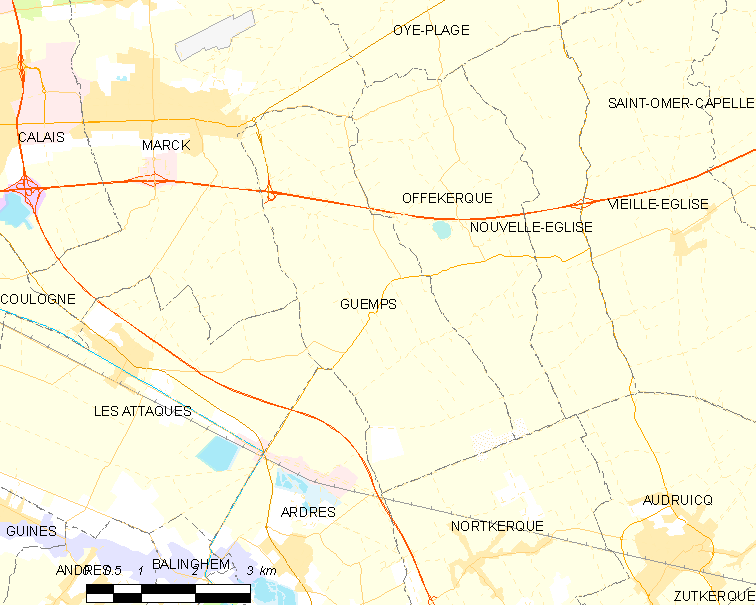
盖姆斯的OSM定位图

## 行政
盖姆斯的邮政编码为62370，INSEE市镇编码为62393。

## 政治
盖姆斯所属的省级选区为马克县。

## 人口

1962-2008年间盖姆斯人口变化图示

盖姆斯于2022年1月1日时的人口数量为1092人。